# Creu Ermita de Sant Sebastià
La Creu Ermita de Sant Sebastià és una obra del Vilosell (Garrigues) inclosa a l'Inventari del Patrimoni Arquitectònic de Catalunya.

## Descripció
És una creu de terme ubicada a un dels costats de la plaça, prop de l'ermita. Té una base de pedra quadrada, un fust monolític de pedra vista, de secció circular que mesura uns sis metres aproximadament. Continua amb el nus de secció octogonal amb figures i motius heràldics esculpits, diposats de forma alterna sota dossels calats separats per pinacles. Les adversitats climatològiques han deteriorat força les imatges. El monument culmina amb la creu pròpiament dita, també de pedra, molt treballada tot i que no es conserva massa bé. Els braços acaben amb uns florons i alguns elements de caràcter gòtic com al creuer on hi ha una corona. Al centre de la cara posterior hi trobem un Crist crucificat i a l'anterior, una figura femenina que sembla la Verge.
Durant la guerra civil (1936- 1939) fou desmuntada i custodiada a l'ajuntament del municipi. Després s'instal·la de nou a la seva ubicació original.